# Futura (Schriftart)

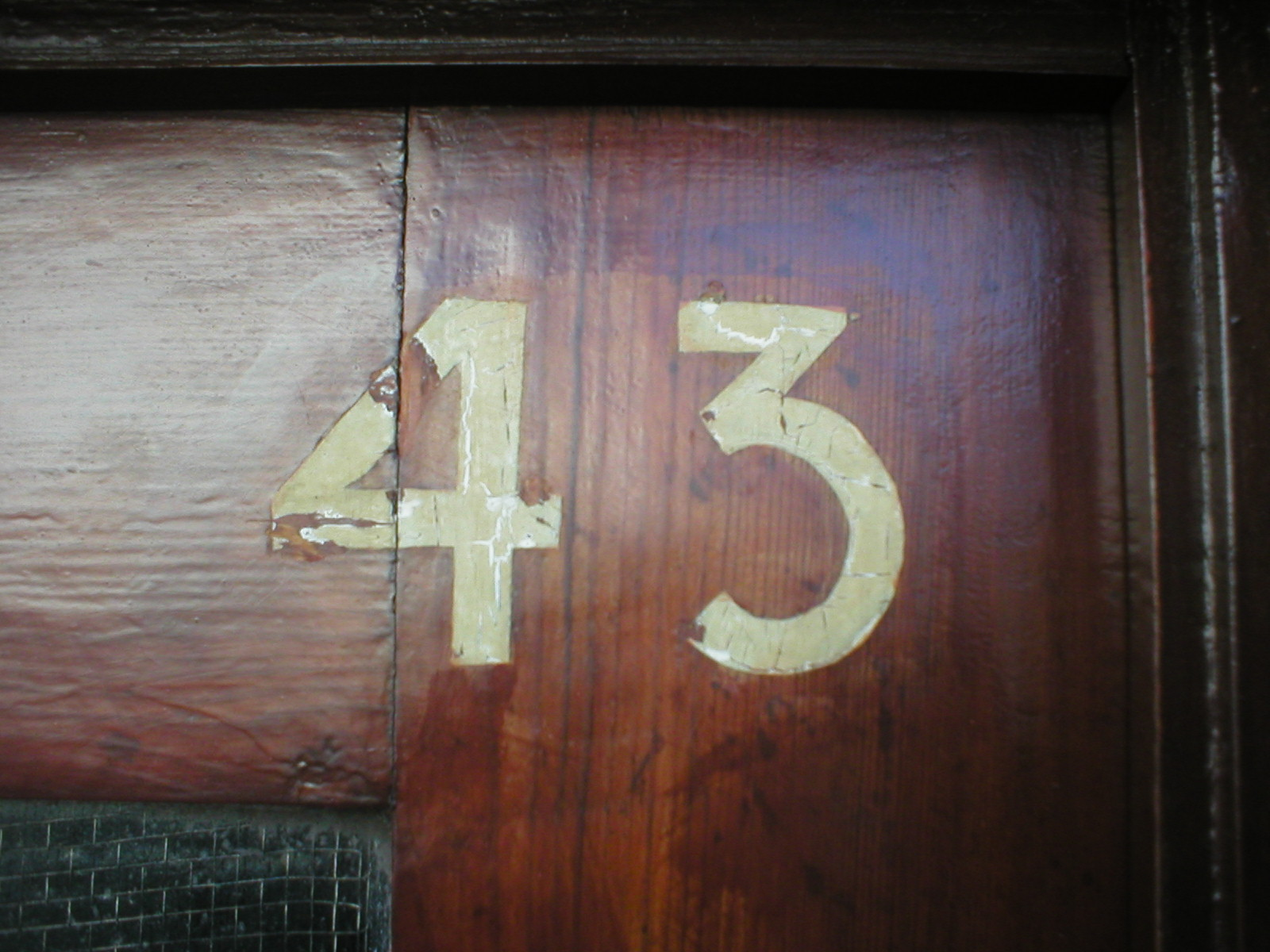
Hausnummer am „Neuen Frankfurt“. Die Typografie des Projekts wurde wesentlich von Renner mitgestaltet

Futura ist eine Schriftart und populärer Vertreter der Familie der „geometrisch konstruierten“ serifenlosen Linear-Antiquas.
Sie wurde von 1924 bis 1926 vom deutschen Typografen Paul Renner im Kontext der Neuen Typographie und des Bauhauses entworfen. Veröffentlicht wurde sie 1927 von der Bauerschen Gießerei in Frankfurt am Main. Zu Beginn der 1920er Jahre entstanden zahlreiche, radikal konstruktivistische Schriftentwürfe, etwa die Universal-Schrift von Herbert Bayer. Auch der Erstentwurf der Futura zeichnet sich durch gleichförmige Strichstärken und einen geometrischen Grundcharakter mit fast kreisförmigen Rundungen aus.
Inhaberin der Marke „Futura“, die typographische Produkte abdeckt, ist die Firma Bauer Types S.L.
Nach Ablauf der Regelschutzfrist, von 70 Jahren nach dem Tod von Paul Renner, wird das Urheberrecht an der Schriftart Futura im Jahr 2027 verfallen. Der markenrechtliche Schutz des Namens „Futura“ ist davon unberührt und könnte bei Verlängerung weiterhin bestehen.

## Schrift
Die Minuskeln sind mit deutlichen, elegant wirkenden Oberlängen ausgestattet. So entsprechen sie wie die Majuskeln der Futura dem Prinzip der altrömischen Capitalis monumentalis. Die mit Zirkel und Lineal konstruierten Typen setzen sich aus den geometrischen Grundformen Quadrat, Kreis und Dreieck zusammen. Diese Formen sind jedoch zur besseren Lesbarkeit abgeschwächt – ein am Bauhaus verbreiteter Geometrie-Dogmatismus wurde von Renner nach anfänglichen Versuchen aufgegeben. So sind etwa die Einläufe der Rundung des „a“ in den senkrechten Strich verjüngt, zudem sind die Kreisformen keine geometrischen Kreise.
Bemerkenswert ist, dass das „j“ nur aus einem Strich und einem Punkt besteht, so wie „a“ und „b“ aus einem Kreis und einer Linie zusammengesetzt werden. Wegen der raumgreifenden Kreisform (siehe „O“ und „Ö“) und der aufrechten Minuskeln eignet sich die Schriftart weniger für den laufenden Text, sondern vielmehr für Überschriften und zur Auszeichnung von Texten.
In den leichteren Schriftschnitten (bis „medium“) formen die zusammenlaufenden Striche der Buchstaben A, M, N, V, W, v, w und der Ziffer 4 scharfe Spitzen, die leicht über die Grundlinie hinausragen. Aus optischen Gründen war dies in den fetteren Schnitten nicht realisierbar, weshalb diese Stellen dort abgeflacht sind.

Formera, Bleisatzlettern von 1927, digitalisiert von Bastien Sozoo

Historisch interessant ist die Tatsache, dass in der ersten Vorstellung dieser Schrift die Buchstaben „a“, „g“, „n“, „m“ und „r“ Formen hatten, die auch heute noch sehr ungewöhnlich wirken (z. B. bestand das „n“ aus einem Quadrat ohne Unterseite). Jedoch schon im ersten Schriftmusterblatt 1927 wurden sie nur noch als Spezialfiguren aufgeführt und im zweiten (1928) überhaupt nicht mehr.
Diese ursprünglichen Letterformen sind in der freien und quelloffenen Implementierung Formera enthalten, die anfangs den Namen FuturaRenner trug, aber aus lizenzrechtlichen Gründen umbenannt wurde. Bastien Sozoo begann 2011 während seines Studiums an der Kunsthochschule La Cambre in Brüssel die Bleisatzlettern der Futura aus der Druckwerkstatt der Hochschule zu digitalisieren, die deren Gründer Henry van de Velde von Paul Renner erhalten hatte. Diese ursprünglichen Letterformen von 1927 gelten laut Sozoo als „der erste Entwurf der Futura, wie man sie heute kennt“. Die Großbuchstaben stimmen weitgehend mit ihren modernen Entsprechungen überein. Unterschiede sind unter anderem der unter die Grundlinie reichende Großbuchstabe J und der etwas höher gesetzte Querbalken des Großbuchstabens A. Formera verwendet Mediävalziffern anstelle der üblichen Versalziffern, die aber als OpenType-Alternativen ebenfalls in den Dateien enthalten sind. Formera ist in den Schnitten Leicht und Standard verfügbar und steht unter der SIL Open Font License.
Die Schrift entstand während Paul Renners Zeit in Frankfurt und steht in Zusammenhang mit dem Projekt Neues Frankfurt. Renner hatte bereits 1925 der Stadt Entwürfe für Beschilderungen vorgelegt, die umgesetzt wurden. In Frankfurts Nachbarstadt Offenbach wurde die Kabel entworfen.
In der DDR wurde hauptsächlich eine ähnliche Schriftart, die Super Grotesk, verwendet. Dies lag daran, dass dort nur die Schriftsätze des VEB Typoart vorhanden und lizenziert waren.
Durch den zunehmenden Bedarf digitaler Schriftarten seit dem ausgehenden 20. Jahrhundert wurde auch die Futura mehrfach digitalisiert.
Im Jahr 1995 gestaltete Vladimir Yefimov die Schriftart Futura PT, die durch ParaType Inc. vertrieben wird (Nachfolger der Schriftabteilung von ParaGraph Intl. seit 1998). Futura PT erschien in verschiedenen Schriftschnitten, darunter auch Schmalschriften, und unterstützt das kyrillische Alphabet.

## Verwendung (Beispiele)

Plakatschrift für den Film James Bond 007 – Diamantenfieber

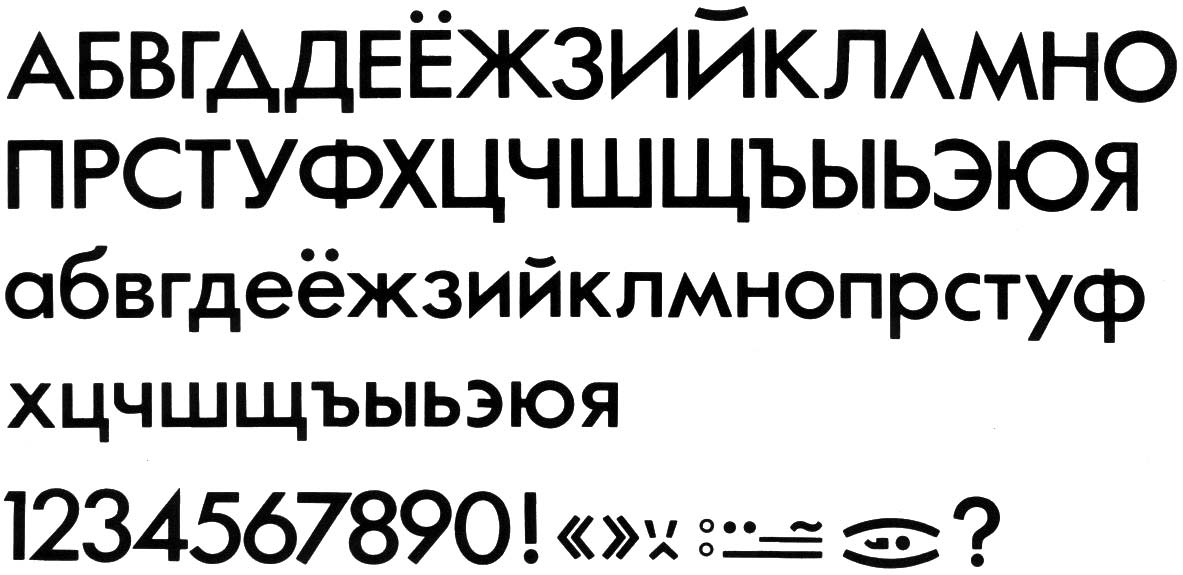
Kyrillische Variante der Futura Schriftart für die Olympischen Sommerspiele in Moskau 1980.

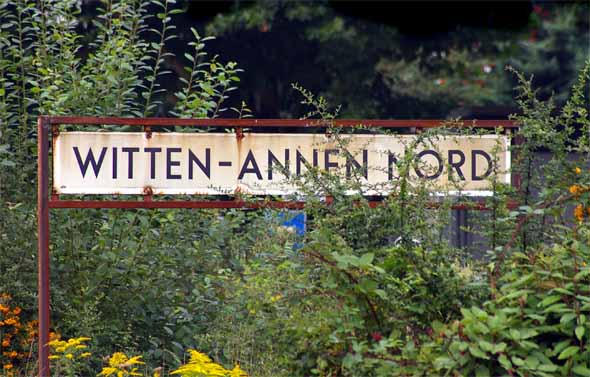
Bahnhofsschild der Deutschen Bundesbahn in Futura-Variante

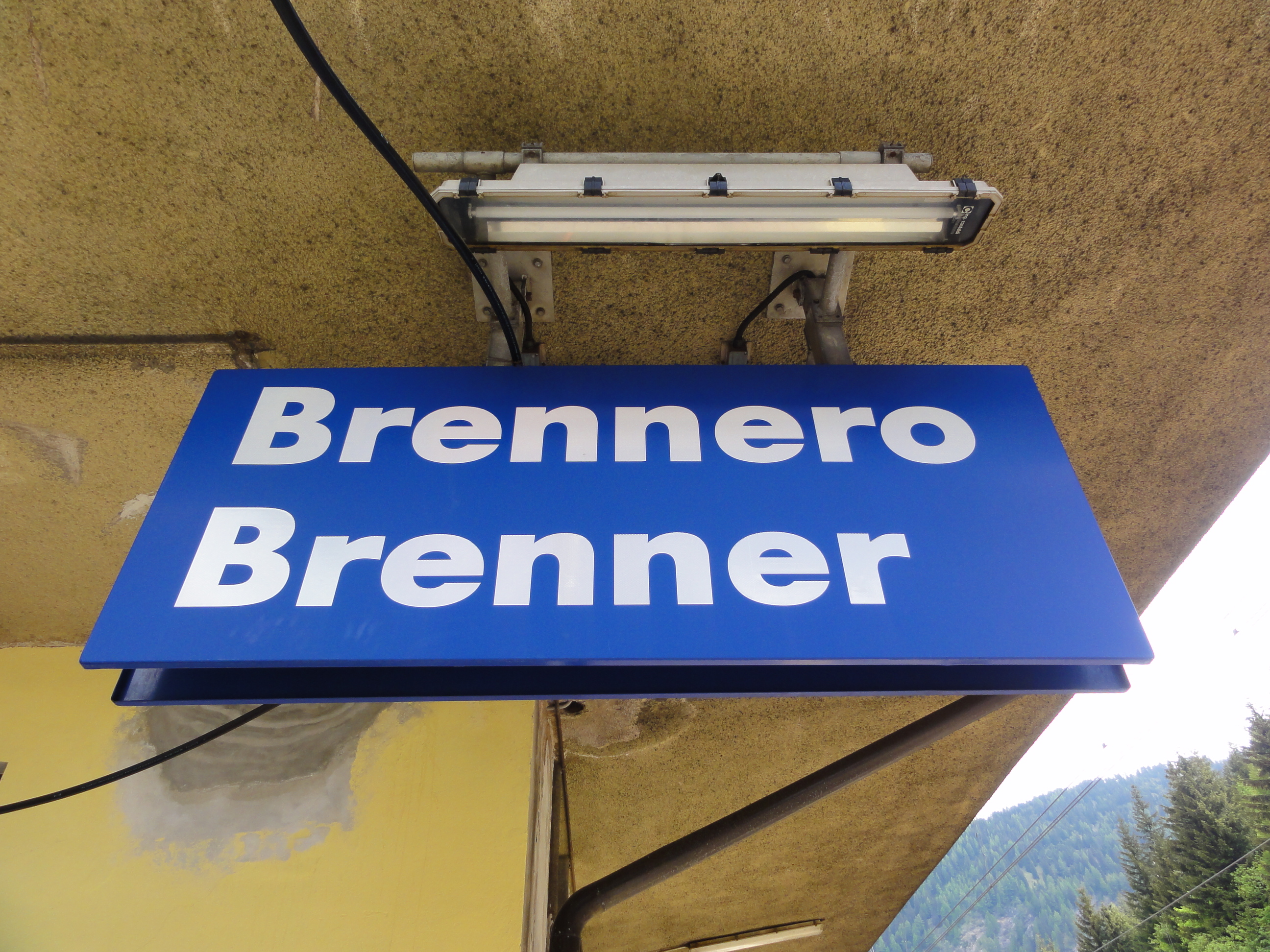
Bahnhofsschild der Ferrovie dello Stato in Futura fett

Die Futura war eine der populärsten Schriftarten des 20. Jahrhunderts, besonders in den 1950er und 1960er Jahren. Sowohl Volkswagen als auch Ikea verwendeten sie in einer leichten Modifikation für ihr Corporate Design; beide Firmen nutzen jedoch mittlerweile andere Schriften. Die Universität Leipzig und die Technische Universität Bergakademie Freiberg verwenden die Futura nach wie vor als Hausschrift. Mehrere Logos der Parteien im Deutschen Bundestag waren oder sind in der Futura gesetzt.
1941 kamen auch die Nationalsozialisten von der Frakturschrift ab (siehe Antiqua-Fraktur-Streit) und bedienten sich der Futura beispielsweise beim offiziellen Katalog der jährlichen Großen Deutschen Kunstausstellung.
Die Deutsche Bundesbank verwendete die Futura von 1990 bis 2001 auf den Banknoten der Deutschen Mark.
Der Regisseur Stanley Kubrick war ein Fan dieser Schriftart und verwendet sie in den meisten seiner Filme für den Filmvorspann sowie für die Plakate. Auch die Plakette, die Armstrong und Aldrin bei der ersten Mondlandung 1969 dort hinterlegten und die über die friedliche Absicht ihrer Mission informierte, ist in der Futura gesetzt.
Wes Anderson verwendete die Futura für seine Filme Die Royal Tenenbaums und Die Tiefseetaucher.
Die Deutsche Bundesbahn verwendete bis 1986 eine Variante der Futura, jedoch mit eckigen Punkten, für Bahnhofsschilder und bis heute für Hektometertafeln.
Die Ferrovie dello Stato Italiane verwenden Futura fett für Bahnhofsschilder und Futura schmalhalbfett für betriebliche Anschriften der Schienenfahrzeuge.
Für die Plakatserie des Films James Bond 007 – Diamantenfieber benutzte man Futura anstatt der im englischen Raum verwendeten Schriftart Folio. Einige spätere Erzeugnisse jedoch, wie auch die heutige DVD/Blu-ray, stützen sich auf Folio.
Ab etwa 1973 verwendete das Erste Deutsche Fernsehen die Schrift Futura. Während dieser Zeit war der Titel der tagesschau in schmalfetter Futura gesetzt. Seit 1997 wird stattdessen die Schriftfamilie Thesis eingesetzt.
Als Auszeichnungsschrift neben der für den Mengensatz verwendeten Rockwell verwendete Christof Gassner die Futura ab der Mitte der 1980er Jahre als typografisches Standbein für die Zeitschrift ÖKO-TEST-Magazin.
Eine kyrillische Variante der Futura wurde auch für die Olympischen Sommerspiele in Moskau 1980 verwendet.
In der US-Serie Dr. House wird die Schriftart für den Schriftzug Dr House, bzw. House, M.D., benutzt.
Die Stadt Graz benutzt Futura in ihrem Logo und in ihrer gesamten Corporate Identity.
Der Verein Deutschland – Land der Ideen verwendet Futura in seinem Logo, auf seiner Website und bei seinen Veranstaltungen.
Die deutschsprachige YouTube-Kanal Simplicissimus setzt Futura als Schriftart in seinen Videos ein.

## Klassifikation der Schrift

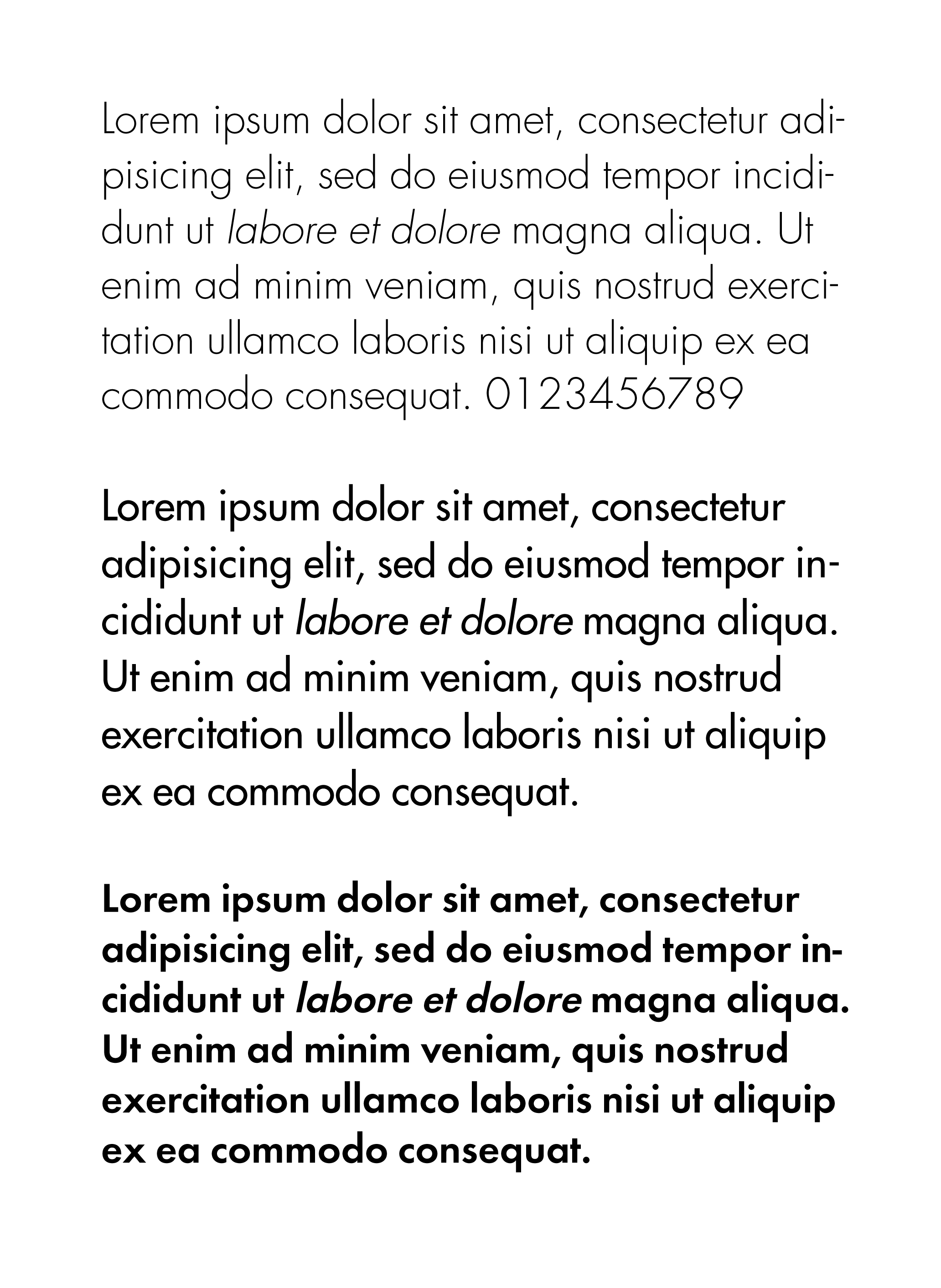
Schriftbeispiel für die Schriftschnitte Futura mager, Buchschnitt und halbfett

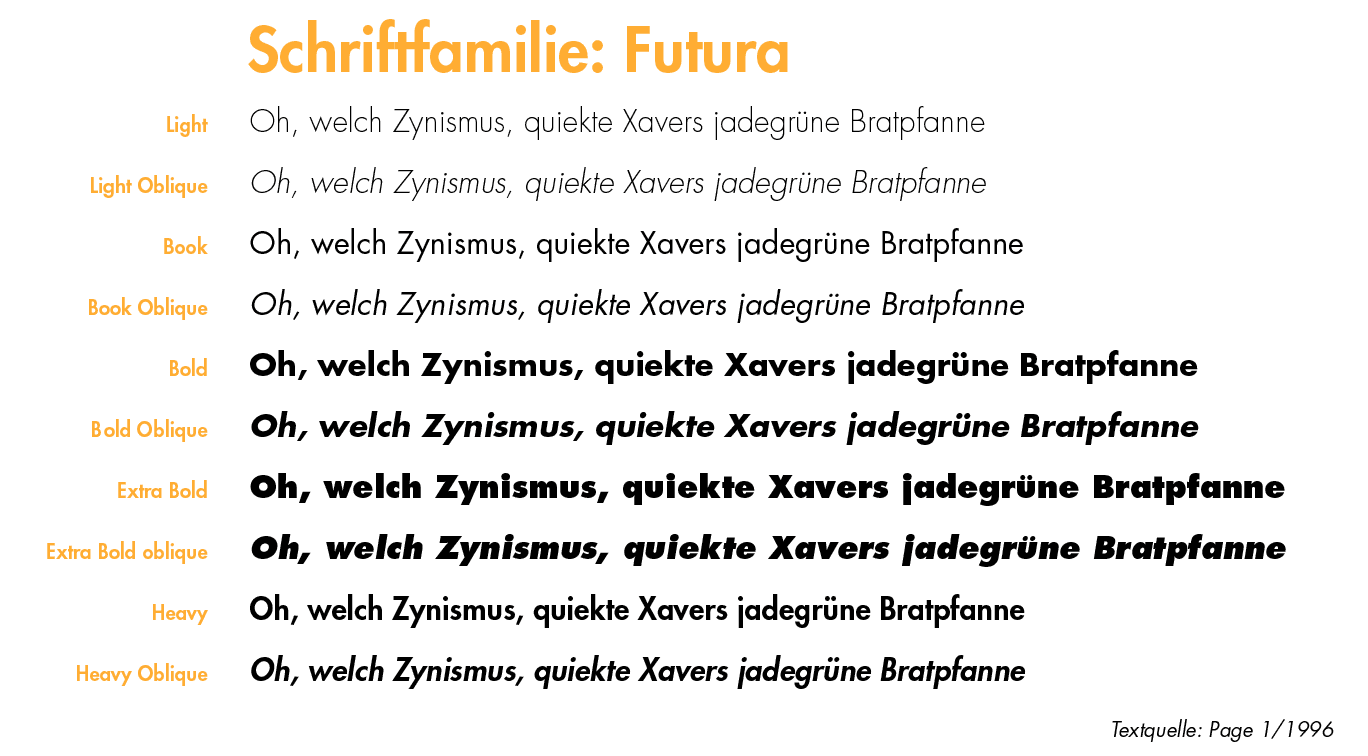
Die Schriftfamilie Futura

- Nach DIN 16518 kategorisiert man die Futura in der Gruppe VId (Serifenlose Linearantiqua, geometrisch konstruiert)
- Klassifikation nach Beinert: Konstruierte Grotesk (Geometric)
- Hans Peter Willberg würde sie in seiner Klassifikationsmatrix als „geometrische Grotesk“ einordnen

## Rezeption
Das Gutenberg-Museum in Mainz veranstaltete vom 3. November 2016 bis 30. April 2017 eine Sonderausstellung zur Futura und ihrem Erfinder. Gleichzeitig wurde auch ein Ausstellungskatalog herausgegeben, der den Werdegang der Futura beleuchtet.

### Futura-Reihe von Hansjörg Mayer

Futura 1, 2, 3 und 9 von Hansjörg Mayer

Der Typograph und Verleger Hansjörg Mayer publizierte von 1965 bis 1968 in unregelmäßigen Abständen in seinem Verlag Edition Hansjörg Mayer Ausgaben der Futura-Reihe. Jede Ausgabe besteht aus einem Faltblatt im 64×48-cm-Format mit Texten wechselnder Lyriker und Schriftsteller. Die Gestaltung der Texte – stets in Kleinbuchstaben und unter Verwendung von Mayers bevorzugter Schriftart Futura – erfolgte durch Hansjörg Mayer und ist Teil des künstlerischen Werks. Auflage je Ausgabe: 1200.
1. Mathias Goeritz: die goldene botschaft, 1965
2. Klaus Burkhardt: coldtypestructure, 1965
3. Max Bense: tallose berge, 1965
4. Reinhard Döhl: 4 texte, 1965
5. Louis Zukofsky: „a“ – 9, 1966
6. Bohumila Grögerova / Josef Hirsal: job boj, 1966
7. Jan Hamilton Finlay: 5 poems, 1966
8. Claus Bremer: engagierende texte, 1966
9. Augusto de Campos: luxo lixo, 1966
10. Edward Lucie Smith: cloud sun fountain statue, 1966
11. Diter Rot: zum laut lesen, 1966
12. Emmett Williams: rotapoems, 1966
13. Frieder Nake: computergrafik, 1966
14. Carlo Belloli: sole solo, 1966
15. Jonathan Williams: polycotyledonous poems, 1967
16. Hiro Kamimura: 5 vokaltexte, 1967
17. Wolfgang Schmidt: Sl6köpfig, 1967
18. Pierre Garnier: six odes concretesa la picardie, 1967
19. Bob Cobbing: chamber music, 1967
20. Edwin Morgan: emergent poems, 1967
21. Dick Higgins: january fish, 1967
22. Wolf Vostell: de coll age aktionstext, 1967
23. Herman de Vries: permutierbarer text, 1967
24. Peter Schmidt: programmed square 11, 1968
25. Andre Thomkins: palindrome, 1968
26. Robert Filliou: galerie legitime, 1968